# Gongylidium baltoroi
Gongylidium baltoroi là một loài nhện trong họ Linyphiidae.
Loài này thuộc chi Gongylidium. Gongylidium baltoroi được Lodovico di Caporiacco miêu tả năm 1935.